# 모잠비크 해류

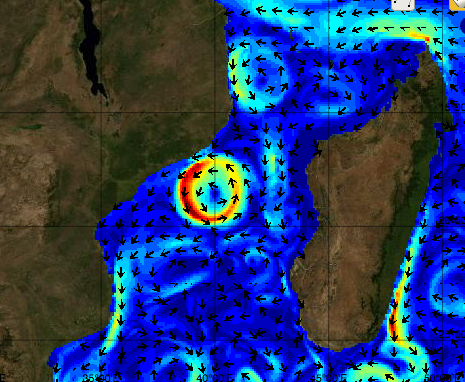

모잠비크 해류(Mozambique Current)는 인도양의 해류로, 일반적으로 모잠비크와 마다가스카르섬 사이의 모잠비크 해협의 아프리카 동해안을 따라 남쪽으로 흐르는 따뜻한 표층수로 정의된다.
모잠비크 해류의 고전적인 정의는 강하고 꾸준한 서쪽 경계 해류라는 것이다. 현대 연구는 이러한 가정에 도전했으며, 강한 서쪽 경계류보다는 종종 수로에 일련의 대규모 고기압성 소용돌이가 있음을 나타낸다. 이러한 소용돌이에 대한 직접적인 증거는 위성 고도계 데이터, 선박 기반 측량 및 계류된 전류 측정기 기록에서 발견되었다. 2년이 넘는 길이의 동일한 조류 측정 기록은 모잠비크 해안을 따라 강하고 일관된 해류를 보여주지 못하여 꾸준한 모잠비크 해류라는 개념을 크게 무너뜨렸다. 그럼에도 불구하고, 모잠비크 해류가 단기간 동안 간헐적으로 나타날 가능성을 배제하는 것은 불가능하다. 실제로 모잠비크 해협의 수치 모델 시뮬레이션은 소용돌이 사이의 기간 동안 모잠비크 해안에서 해류의 출현을 보여준다.

## 같이 보기
- 해류
- 인도양
- 모잠비크
- 마다가스카르